# Kyle (Texas)
|  | Dieser Artikel wurde aufgrund von inhaltlichen Mängeln auf der Qualitätssicherungsseite des Projektes USA eingetragen. Hilf mit, die Qualität dieses Artikels auf ein akzeptables Niveau zu bringen, und beteilige dich an der Diskussion! Eine nähere Beschreibung der zu behebenden Mängel fehlt. |

Kyle ist eine Stadt im Hays County im US-Bundesstaat Texas. Das U.S. Census Bureau hat bei der Volkszählung 2020 eine Einwohnerzahl von 45.697 ermittelt.

## Geschichte
Kyle wurde 1881 von Captain Fergus Kyle gegründet, der Standort wurde gewählt, da er an der International – Great Northern Railroad Eisenbahntrasse lag.
Die Bevölkerung betrug beim Zensus 2010 28016 Einwohner. Im Jahr 2000 betrug die Einwohnerzahl 5314, damit ist Kyle eine der am schnellsten wachsenden Städte von Texas.

## Bildung
Die Stadt Kyle liegt im Hays Consolidated Independent School District.

## Persönlichkeiten
Die Schriftstellerin Katherine Anne Porter, geboren 1890, lebte von 1892 bis 1901 in Kyle, wo mehrere ihrer Werke spielen.